# Krebsforschung Schweiz
Die Stiftung Krebsforschung Schweiz (KFS) ist eine Stiftung nach Schweizer Recht mit Sitz in Bern, die 1990 gegründet wurde. Sie fördert Forschungsprojekte, die zum Ziel haben, die Überlebenschancen und die Lebensqualität von Patienten mit Krebs zu verbessern.

## Zielsetzung
Die KFS fördert sämtliche Bereiche der industrieunabhängigen Krebsforschung: Grundlagenforschung, klinische, epidemiologische, psychosoziale sowie Versorgungsforschung. Ein Schwerpunkt wird bei der Unterstützung patientennaher Forschung gelegt, deren Resultate den Patienten möglichst direkt nutzen.

## Geschichte
Nachdem in den Vorjahren – mitunter wegen Sparmassnahmen der Bundesbehörden – die verfügbaren Mittel für die Krebsforschung deutlich zurückgegangen waren, gründeten 1990 die Krebsliga, die Schweizerische Arbeitsgemeinschaft für Klinische Krebsforschung, das Institut suisse de recherche expérimentale sur le cancer (ISREC) und die Schweizerische Gesellschaft für Onkologie den Verein Krebsforschung Schweiz. Man wollte damit ausreichend Finanzmittel für alle Sparten der Krebsforschung beschaffen, da zum Beispiel der Nationalfonds keine klinische Forschung unterstütze. Über die Verteilung der Mittel entschied ein unabhängiges Expertengremium.
Die erste Kampagne im Herbst 1990 wurde mit TV-Spots zu vergünstigten Preisen und einer im Fernsehen übertragenen Galavorstellung aus dem Circus Knie in Lugano beworben. Schirmherrin war Renate Cotti, die Frau von Bundesrat Flavio Cotti. Im Gründungsjahr kamen so netto 5,2 Millionen Franken für die Forschungsförderung zusammen. Ab 1996 sendete SF 2 während einiger Jahre jeweils im Herbst eine Fernsehgala, in der Spenden für die Krebsforschung Schweiz gesammelt wurden.
Im Jahr 2000 wurde der Verein in eine Stiftung umgewandelt.
Gründerpräsident von Krebsforschung Schweiz war der Tessiner Arzt Giorgio Noseda, der im Jahr 2006 den SwissAward erhalten hatte. Auf ihn folgten 2007 Alice Scherrer-Baumann, Gesundheitsdirektorin des Kantons Appenzell Ausserrhoden, und im Jahr 2009 der St. Galler Onkologe Thomas Cerny. Im Jahr 2023 hat der Hämatologe Jakob Passweg das Präsidium übernommen. Der Stiftungsrat arbeitet ehrenamtlich.

## Arbeit
Die Stiftung Krebsforschung Schweiz finanziert sich über Spenden. Heute kann die Stiftung rund 18 Millionen Franken jährlich vergeben. So wurden in den ersten 25 Jahren rund 1000 Forschungsprojekte mit knapp 200 Millionen Franken finanziert. Heute werden jährlich von Forschenden etwa 200 Projekte eingereicht, die rund 60 Millionen Franken kosten würden. Rund ein Drittel dieser Projekte können durch die Stiftung finanziert werden. Verantwortlich für die Mittelverteilung an die Forschenden ist der Stiftungsrat. Er stützt sich bei der Entscheidung, welche Forschungsprojekte ausgewählt werden, auf die Empfehlungen einer unabhängigen wissenschaftlichen Kommission von 18 Experten, die alle Gesuche nach klar definierten Kriterien begutachtet. Die Qualität der unterstützten Projekte wurde auch im internationalen Vergleich als sehr gut beurteilt.
Die Stiftung Krebsforschung Schweiz unterstützt auch die Erarbeitung und Umsetzung von Massnahmen zur Krebsbekämpfung in der Schweiz, namentlich die Nationale Strategie gegen Krebs, ein langfristiges Programm verschiedener Organisationen und Behörden wie des Bundesamts für Gesundheit.
Die Geschäftsstelle der Stiftung Krebsforschung Schweiz, geleitet von Peggy Janich, ist der Krebsliga Schweiz angegliedert, mit der eng zusammengearbeitet wird. Die Mitarbeitenden organisieren die Ausschreibungen und die wissenschaftliche Begutachtung der Gesuche. Die Krebsliga Schweiz kümmert sich um die Öffentlichkeitsarbeit, die Mittelbeschaffung sowie die Buchhaltung. Zusammen mit der Krebsliga Schweiz wird jährlich der Bericht «Krebsforschung in der Schweiz» publiziert, der über die laufenden Entwicklungen informiert und aktuelle Zahlen bietet.